# Gomè
Gomè è un arrondissement del Benin situato nella città di Glazoué (dipartimento delle Colline) con 7.678 abitanti (dato 2006).